# 名手町
名手町（なてちょう）は、和歌山県那賀郡にあった町。現在の紀の川市名手市場・穴伏にあたる。本項では町制前の名称である名手村（なてむら）についても述べる。

## 地理
- 河川：紀の川、名手川、穴伏川

## 歴史
- 1889年（明治22年）4月1日 - 町村制の施行により、名手市場村・穴伏村の区域をもって名手村が発足。
- 1914年（大正3年）4月10日 - 名手村が町制施行して名手町となる。
- 1955年（昭和30年）7月1日 - 上名手村・狩宿村・麻生津村および王子村の一部（大字名手西野・後田・池田垣内・西ノ芝）と合併して那賀町が発足。同日名手町廃止。

## 交通

### 鉄道路線
- 日本国有鉄道
  - 和歌山線
    - 名手駅

- 国道24号